# Nathan Baggaley
Nathan Baggaley est un kayakiste australien pratiquant la course en ligne.
En 2021, il est inculpé et condamné à 25 ans de prison pour trafic de cocaïne. 